# New York Pancyprian-Freedoms
Maillots
Le New York Pancyprian-Freedoms est un club américain de soccer basé à Jamaica, dans le quartier du Queens de la ville de New York dans l'État de New York, fondé en 1974. Actuellement en Cosmopolitan Soccer League (USASA), le club a remporté à trois reprises la coupe nationale, la National Challenge Cup.

## Histoire
Les Pancyprian-Freedoms sont fondés en 1974 et évolue depuis lors en Cosmopolitan Soccer League, une des meilleures ligues régionales de la USASA, située à New York et créée dans les années 1920. Le club a remporté sept titres de CSL dans leur histoire (1980, 1982, 2003, 2004, 2008, 2010 et 2011). À l'image du Greek American AA, le New York Pancyprian-Freedoms est l'un des nombreux clubs ethniques du Grand New York et ceux-ci entretiennent alors une forte rivalité sportive, celle-ci étant alimentée par leurs succès durant les années 1980.
Depuis leur fondation, les Pancyprian-Freedoms ont tenté de se qualifier à la US Open Cup (anciennement National Challenge Cup) à chaque année, soulevant le trophée à trois reprises avant le retour du professionnalisme dans la compétition avec la Major League Soccer. Ces titres (1980, 1982 et 1983) s'inscrivent dans une période d'intenses confrontations entre les équipes de Los Angeles (surtout le Maccabi Los Angeles) et celles de New York en plus de permettre au club de se qualifier pour la grande compétition continentale, la Coupe des clubs champions de la CONCACAF. Sur la scène continentale, les Pancyprian-Freedoms atteignent notamment la demi-finale de l'édition 1984 de la Coupe des champions, triomphant du géant mexicain du CF Puebla après une série de tirs au but et du champion du Honduras, le CD Vida. Ce brillant parcours se termine néanmoins par une disqualification en demi-finale lorsque ni l'équipe new-yorkaise, ni son homologue mexicain du Chivas de Guadalajara ne parviennent à trouver de dates pour s'affronter.
Depuis 1996 et l'arrivée des franchises de MLS dans la US Open Cup, le club du Queens a obtenu sa place à quatre reprises pour la compétition à travers des qualifications régionales. En 2008, les Pancyprian-Freedoms échouent de peu contre les Real Maryland Monarchs au premier tour de la coupe en étant battus 3-2 en prolongations. Deux ans plus tard, en 2010, la défaite intervient contre les Long Island Rough Riders de Premier Development League. Pour l'année 2011, c'est contre le FC New York, équipe de National Premier Soccer League, que le parcours en coupe se termine à la suite d'un résultat de 2-0 en faveur de leurs voisins new-yorkais. Plus dernièrement, l'équipe a obtenu sa qualification pour l'édition 2016 de la compétition.
En plus de leurs résultats en Cosmopolitan Soccer League et US Open Cup, les Pancyprian-Freedoms remportent la USASA Open Cup en 2008 face aux Arizona Sahuaros. Cette coupe étant comparable à la US Open Cup en étant réservée aux équipes de niveau amateur. L'équipe remporte de nouveau le titre en 2010 en surpassant les Brooklyn Italians par la marque de 3-1 en finale. L'année suivante, c'est après avoir éliminé les AAC Eagles de l'Illinois en demi-finale que les Pancyprian-Freedoms soulèvent encore une fois le trophée contre l'équipe de Doxa Italia (Californie) après une série de tirs au but.

### New York Freedom
Après des années en Cosmopolitan League et en US Open Cup, les Freedoms créent une seconde équipe baptisée New York Freedom qui rejoint la Premier Development League en 1999. Le Pancyprian-Freedoms remporte la division Northeast et avance jusqu'aux demi-finales nationales du championnat de PDL lors de sa saison inaugurale, en plus de se qualifier pour la Lamar Hunt US Open Cup. Durant son parcours en coupe, l'équipe l'emporte contre les Cape Cod Crusaders de la USL D3 Pro League au premier tour avant de s'incliner devant les futurs champions, les Rochester Raging Rhinos (A-League). Les Freedoms sont finalement dissouts à l'issue de la saison 2003.

### Palmarès
| Compétitions nationales                                                              | Compétitions en amateur                                                                     |
| - National Challenge Cup (3) : - Vainqueur : 1979, 1980 et 1982. - Finaliste : 1989. | - Cosmopolitan Soccer League (7) : - Champion : 1979, 1980, 1982, 2003, 2004, 2010 et 2011. |

### Bilan par saison
| Année | Niveau | Ligue | Saison régulière | Séries | US Open Cup     | Coupe des champions CONCACAF |
| ----- | ------ | ----- | ---------------- | ------ | --------------- | ---------------------------- |
| 1979  | 5      | USASA |                  |        | Champion        | Non qualifié                 |
| 1980  | 5      | USASA |                  |        | Champion        | Non qualifié                 |
| 1982  | 5      | USASA |                  |        | Champion        | Premier tour                 |
| 1983  | 5      | USASA |                  |        |                 | Deuxième tour                |
| 1984  | 5      | USASA |                  |        |                 | Quatrième tour               |
| 1993  | 5      | USASA |                  |        | Quart de finale | Non qualifié                 |
| 2008  | 5      | USASA |                  |        | Premier tour    | Non qualifié                 |
| 2009  | 5      | USASA |                  |        | Non qualifié    | Non qualifié                 |
| 2010  | 5      | USASA |                  |        | Premier tour    | Non qualifié                 |
| 2011  | 5      | USASA |                  |        | Deuxième tour   | Non qualifié                 |
| 2016  | 5      | USASA |                  |        | Deuxième tour   | Non qualifié                 |

## Stade
Depuis 2005, le Pancyprian-Freedoms évolue au Belson Stadium de l'Université de Saint John à Jamaica, une enceinte d'une capacité de 2 600 places.

## Joueurs notables
L'effectif des Pancyprian-Freedoms se compose généralement de jeunes joueurs émergeant des équipes du Eleftheria-Pancyprian Youth, la division de la Pancyprian Association of New York destinée aux jeunes. Ces jeunes, une fois adultes, sont alors des anciens de la première division du Championnat NCAA de soccer masculin, poursuivant des études au second cycle ou se trouvant sur le marché du travail.
Hormis son entraîneur-joueur Dimítris Papaïoánnou, le New York Pancyprian-Freedoms a connu quelques joueurs notables. Parmi eux, on peut mentionner l'international porto-ricain Chris Megaloudis, Hubert Birkenmeier, Mickey Kydes qui joue au club avant de passer en Major League Soccer en 1996, Stefan Dimitrov, joueur régulier en NASL ou encore Stephen Constantine, sélectionneur de plusieurs équipes nationales à travers le monde.

## Entraîneurs
De 1980 à 1983, l'équipe est dirigée par Dimítris Papaïoánnou, international grec ayant évolué au AEK Athènes FC pendant dix-huit saisons avant de rejoindre le Pancyprian-Freedoms avec le rôle de joueur-entraîneur. En 1986, c'est un autre grec, Nikos Exarhidis, qui devient l'entraîneur de la formation new-yorkaise jusqu'en 1988. La saison suivante, en 1989, c'est le chypriote Lambros Lambrou qui prend le poste et le conserve jusqu'en 1994. De 2005 à 2011, le club a aussi connu un entraîneur serbe avec la présence de Luka Luković à la tête de l'équipe.